# Edwin Lord Weeks
Pour les articles homonymes, voir Weeks.

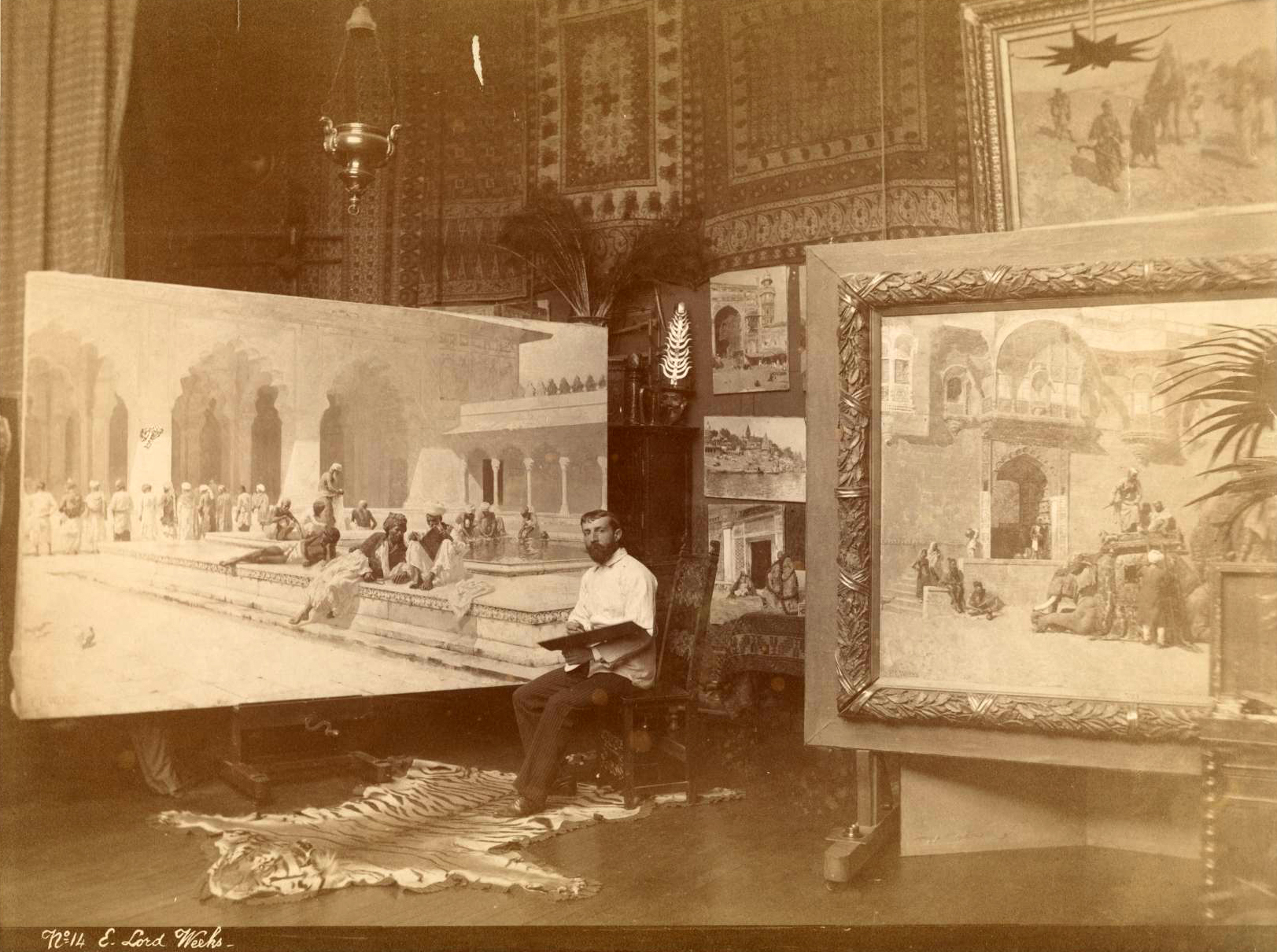
Edwin Lord Weeks dans son atelier.

Edwin Lord Weeks (Boston, 1849  - Paris, 1903) est un peintre orientaliste américain, l'un des premiers orientalistes de son pays.

## Biographie
Edwin est né à Boston, Massachusetts, en 1849. Jeune, il visite les Keys en Floride et le Suriname. Il commence à peindre à l'âge de 18 ans en 1867 des tableaux inspirés des paysages des Everglades puis explore l'Amérique du Sud.
En 1873, il entame un premier voyage en Syrie et en Égypte. Il vient ensuite à Paris, en 1875, suivre les cours de Léon Bonnat et de Jean-Léon Gérôme à l'École des Beaux-Arts de Paris. Il s'est distingué par ses peintures orientalistes, fruits de ses multiples voyages en Orient. En 1876, il traverse l'Espagne et se fixe à Tanger, puis explore, accompagné de son épouse, l'intérieur des terres marocaines. En 1881, une partie de son journal d'exploration est publié dans La Vie moderne.
Il expose au Salon de Paris dès 1878, et ce, de façon régulière jusqu'à sa mort, des peintures marquées par ses voyages. En 1883, il illustre The Naturalist's Guide in Collecting and Preserving Objects of Natural History de Charles Johnson Maynard (Boston, S. E. Cassino & Co).
En 1895, après un nouveau voyage qui le mène jusqu'en Inde, il écrit et illustre un livre de voyages pour Harper and Brothers Publishers, From the Black Sea through Persia and India  (De la mer Noire à travers la Perse et l'Inde), et deux ans plus tard il publie chez The Out of Door Library, Mountain's Climbing (Les épisodes de la montagne) avec Edward L. Wilson. Certaines de ses images parurent dans Harper's Magazine et Le Figaro illustré.
Il est nommé chevelier de la Légion d'honneur[réf. nécessaire], puis élevé au grade d'officier de l'Ordre de Saint-Michel et se manifeste proche du courant munichois de « Sécession ».
Mort à Paris en 1903, sa dernière adresse mentionnée est le 9 rue Léonard-de-Vinci.

## Peintures

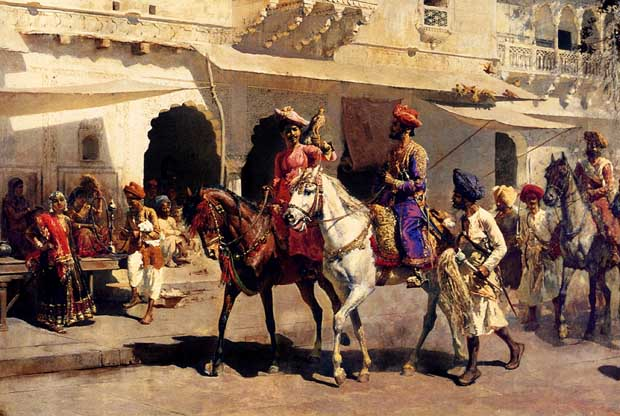
Départ pour la chasse depuis le Fort de Gwalior, 1887
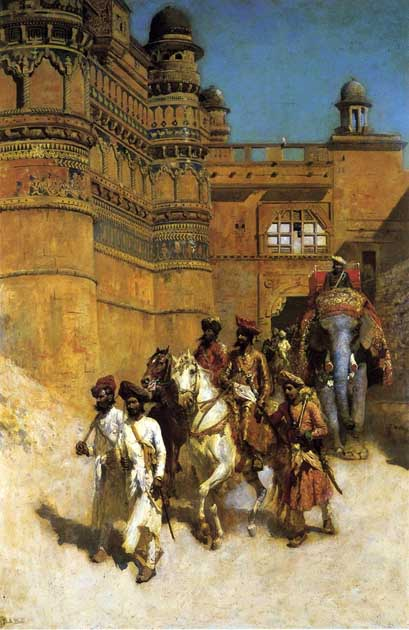
Maharajah devant son palais de Gwâlior, 1887
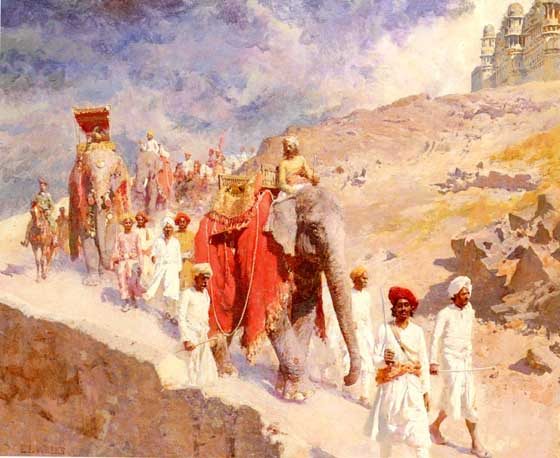
Partie de chasse en Inde
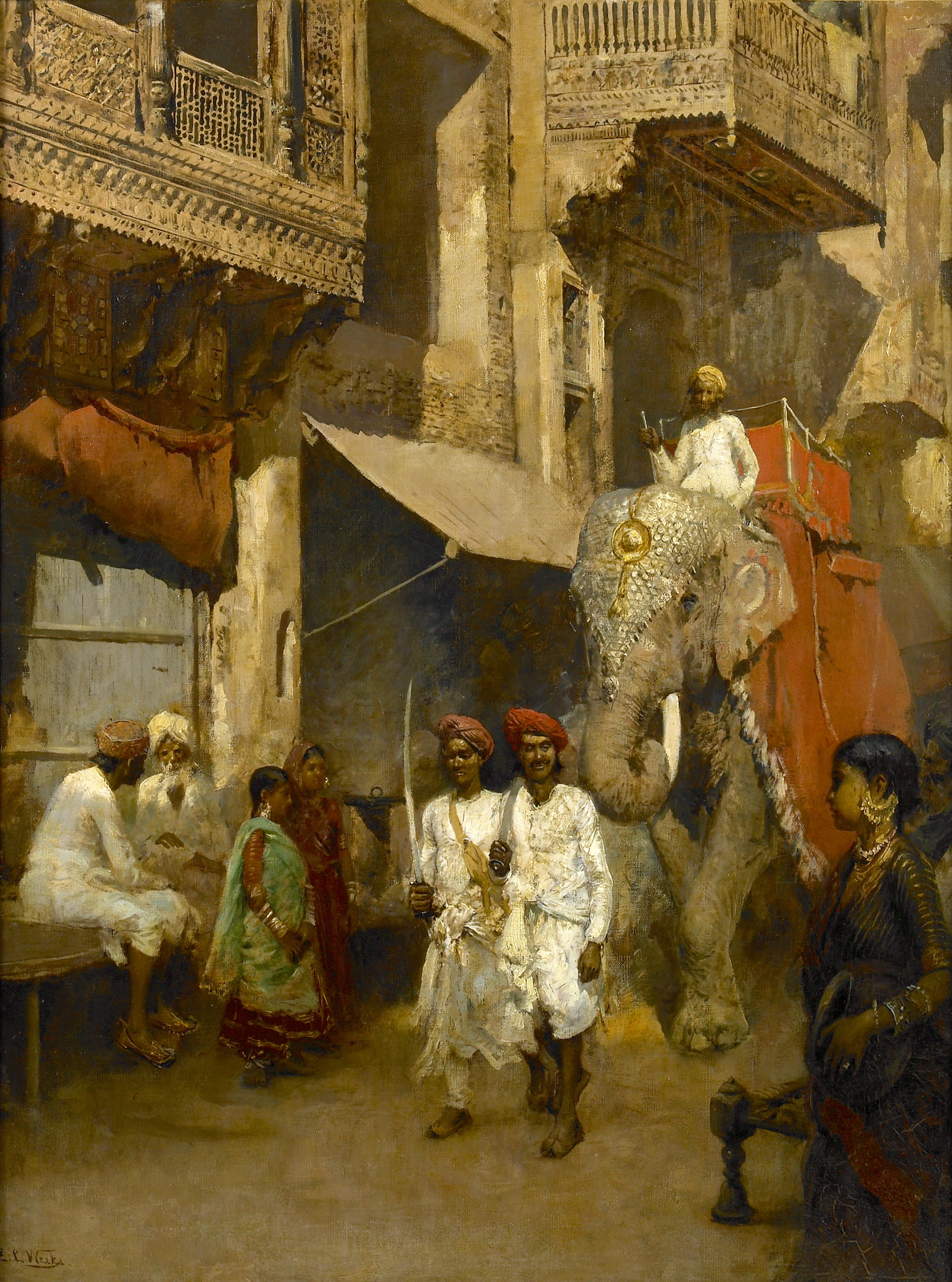
Promenade dans une rue d'Inde
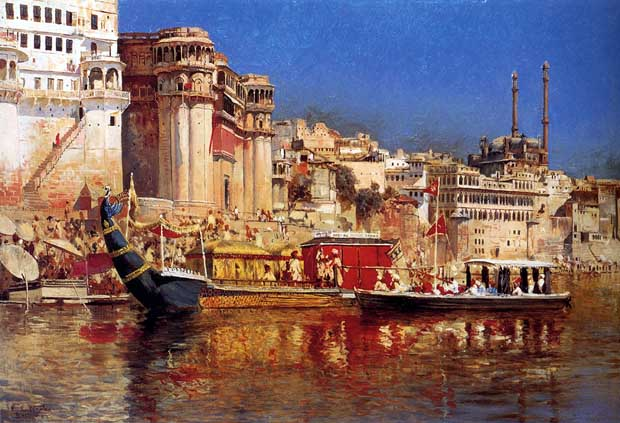
Barge du Maharajah de Bénarès, 1883
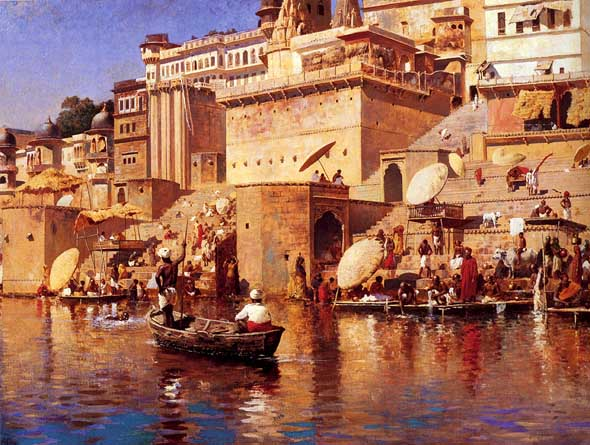
Sur les rives du Bénarès
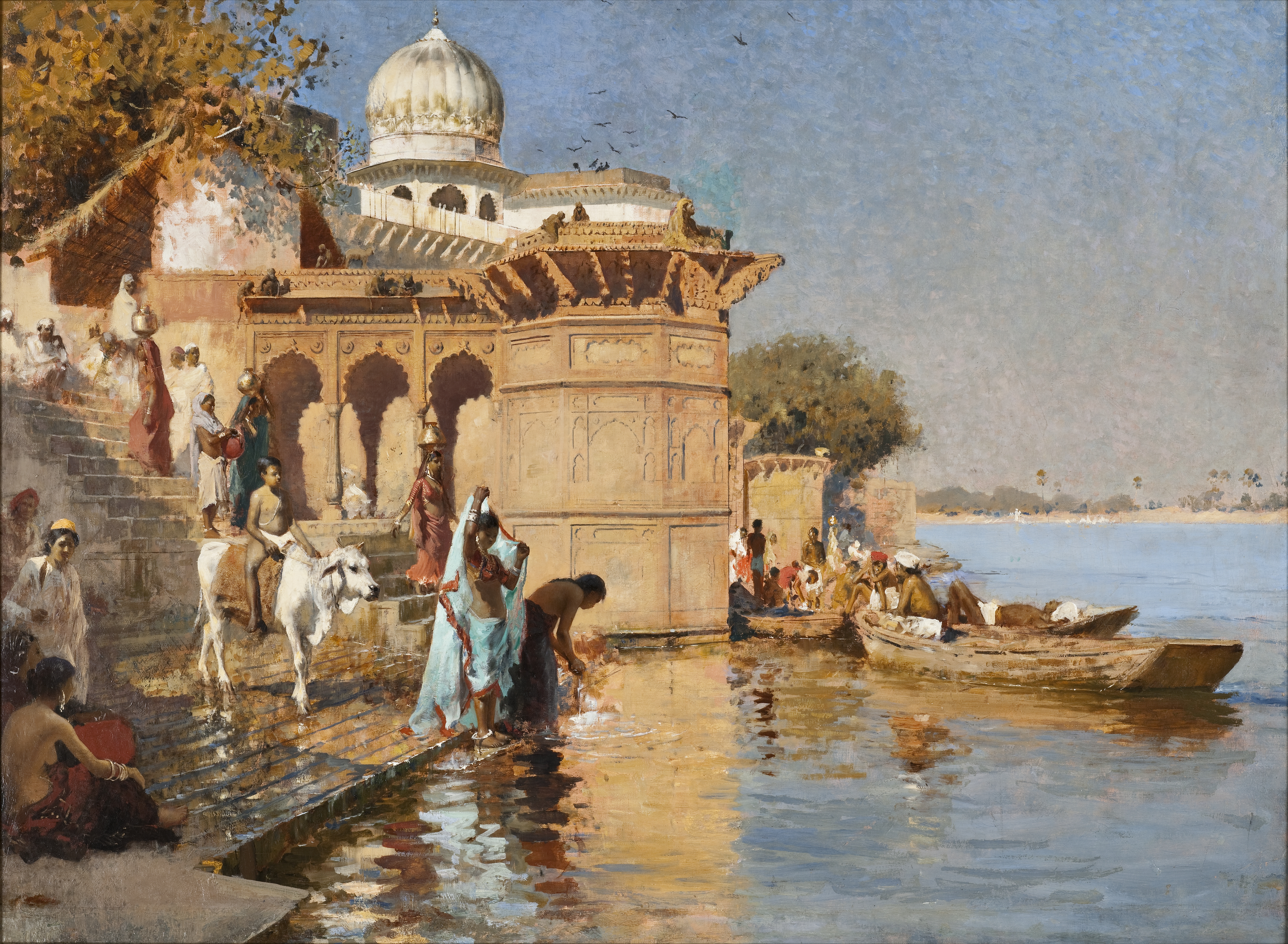
Le long des Ghats de Mathura, 1883
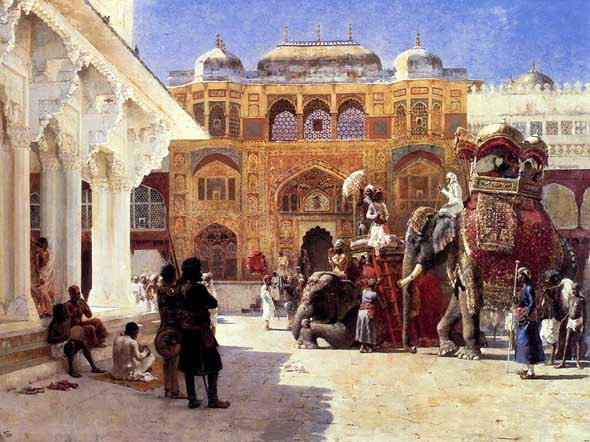
Le Rajah au Palace d'Amber, 1888
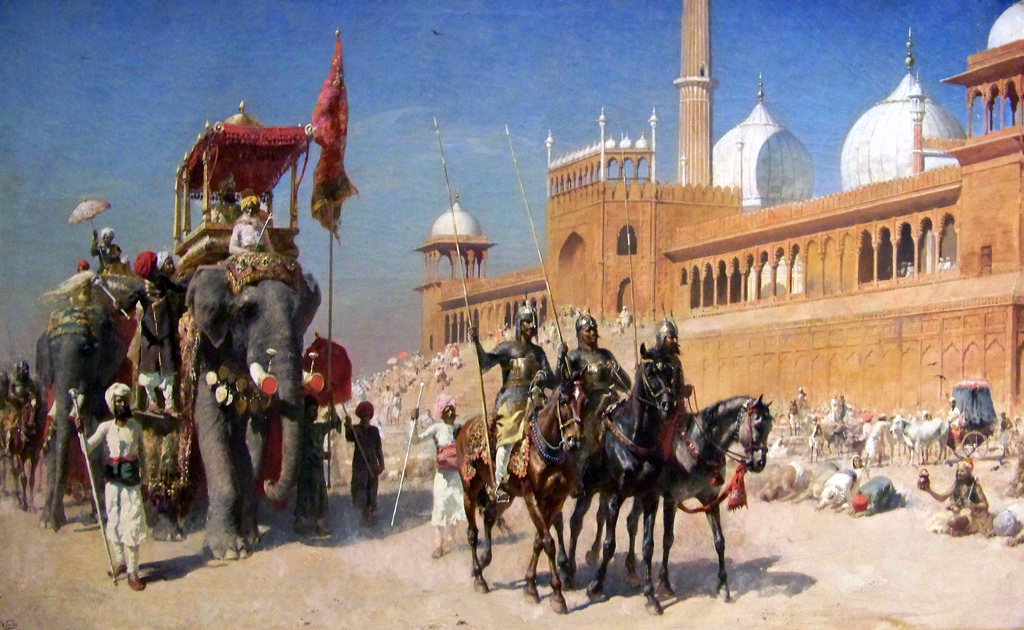
Le grand Monghol de retour de la Grande Mosquée de Delhi, 1886
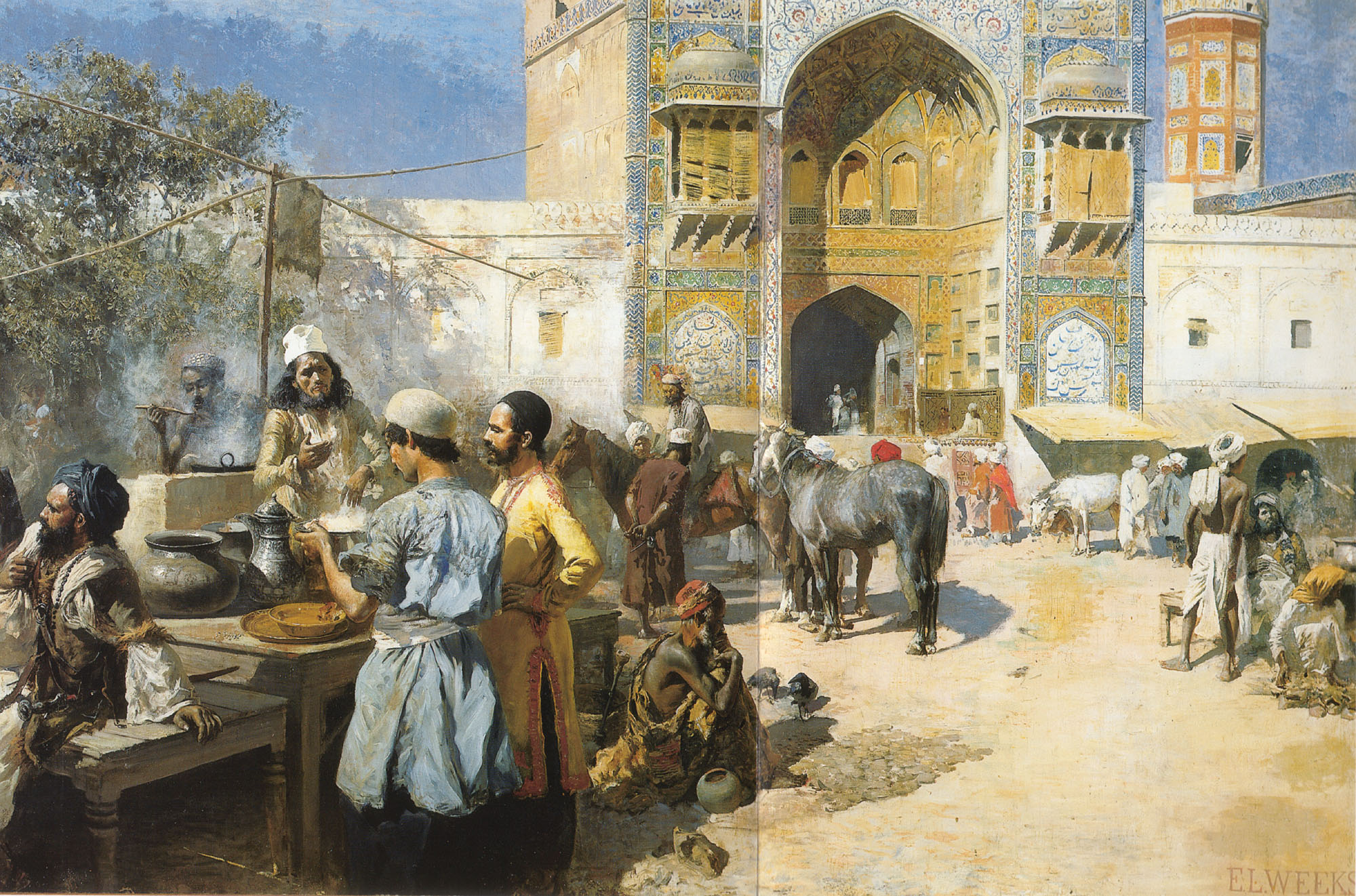
Un restaurant en plein air près de Lahore
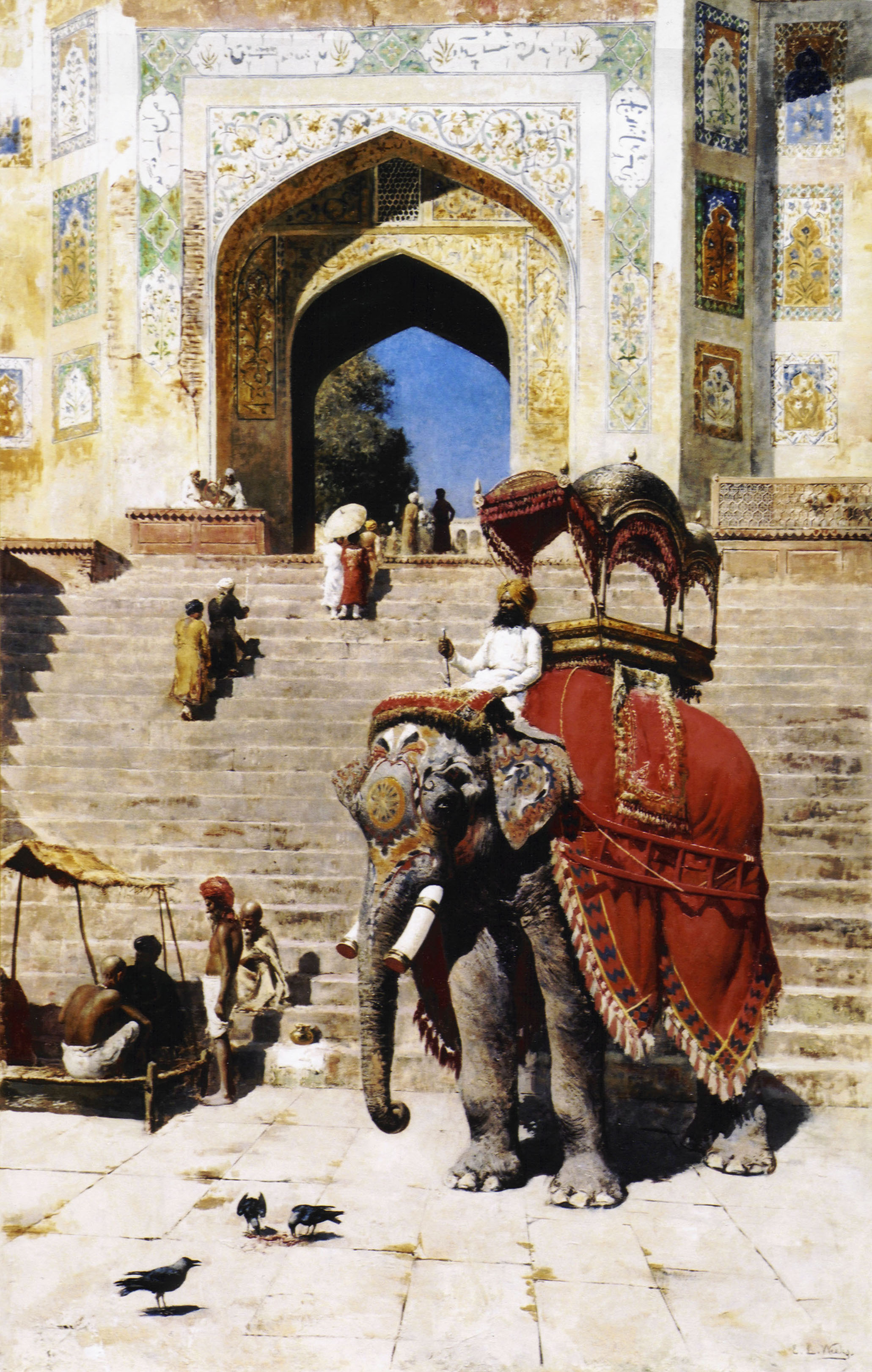
Éléphant royal à l'entrée de Jami Masjid, 1895
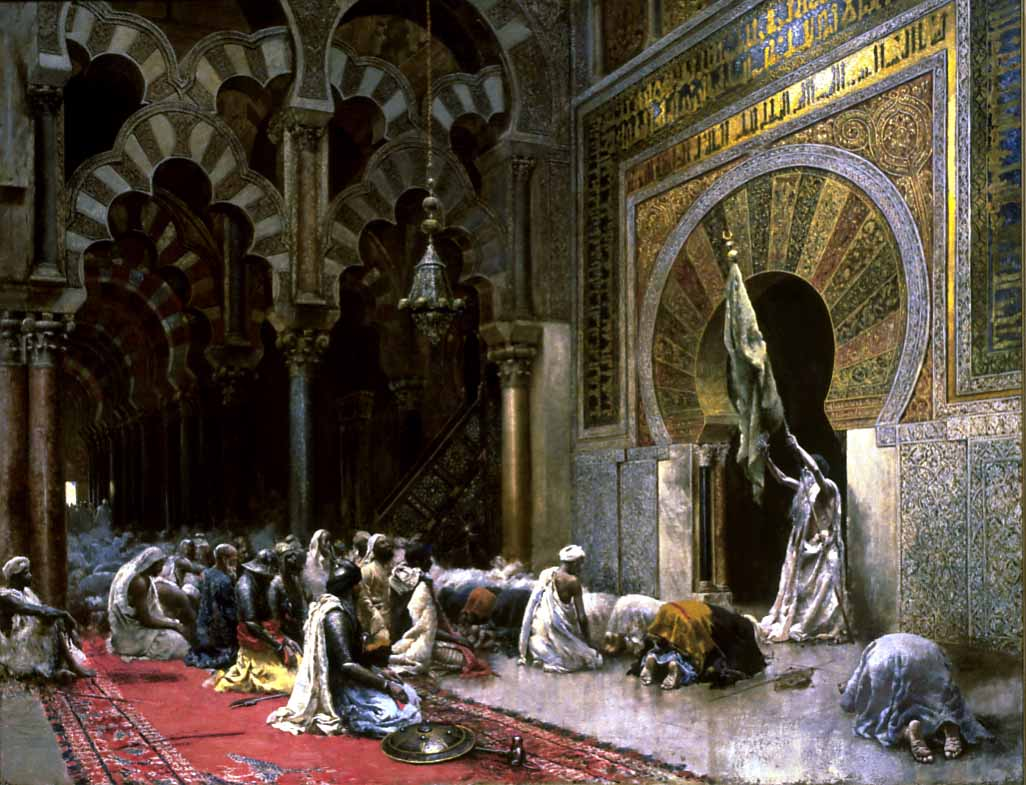
Intérieur de Grande Mosquée de Cordoue, 1880
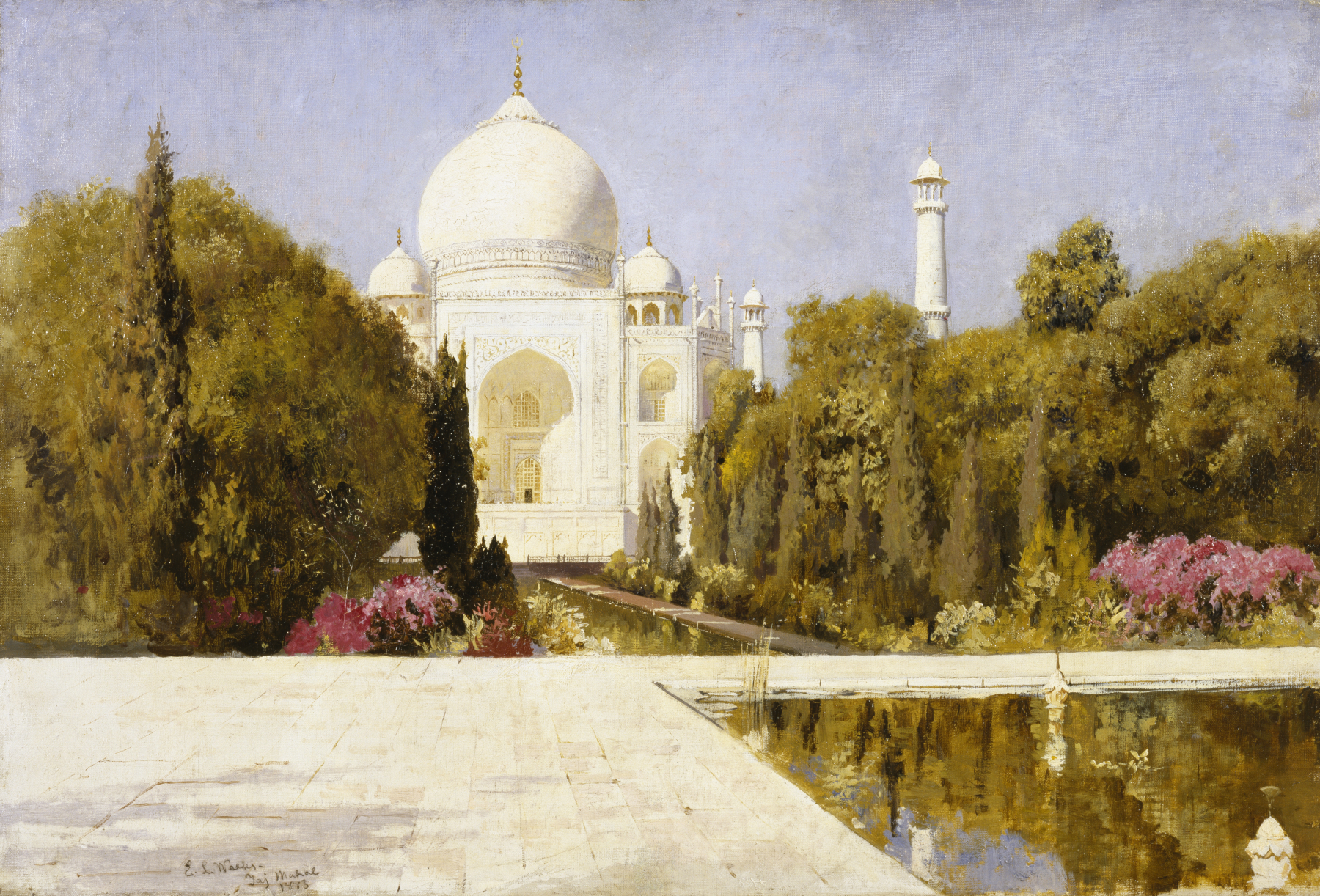
Le Taj Mahal, 1883
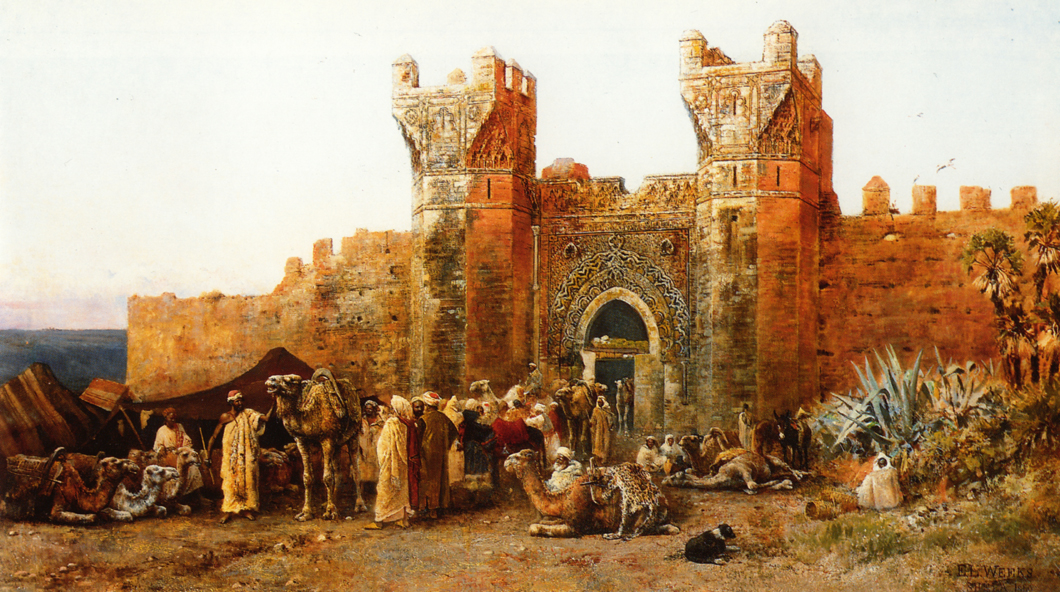
Porte de Chellah
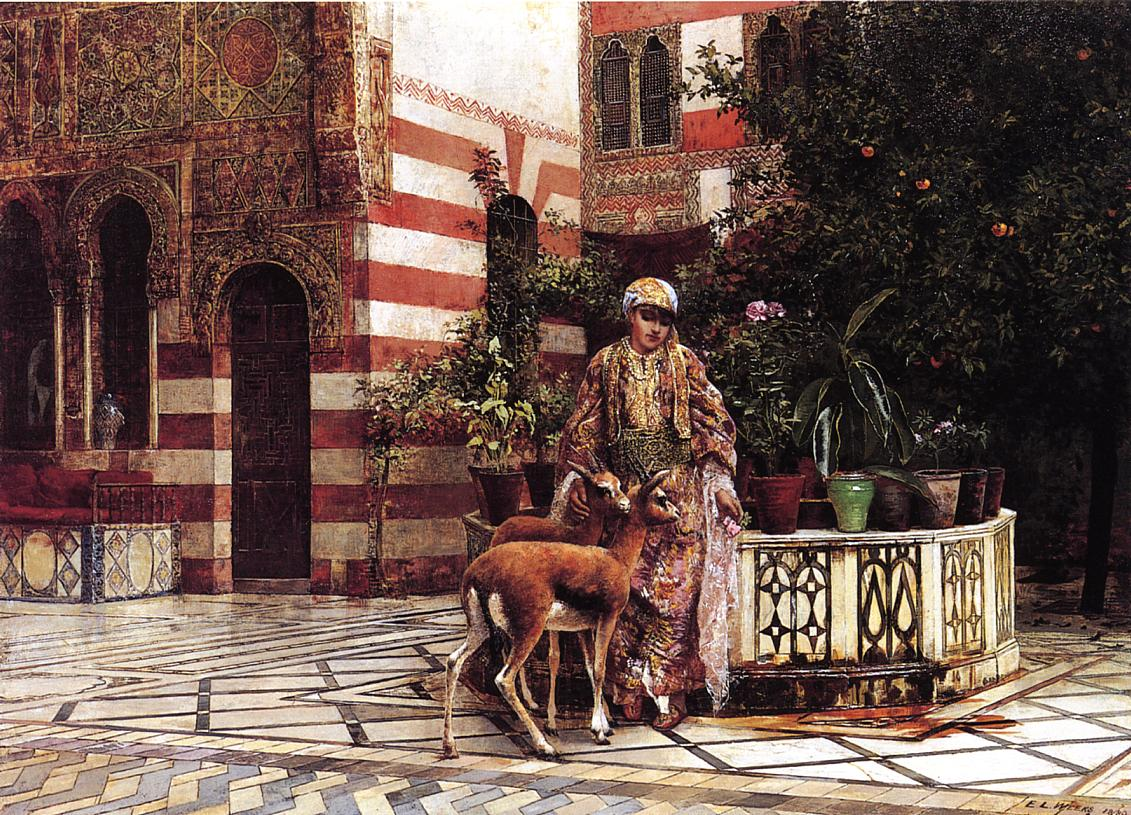
Fille maure dans un patio
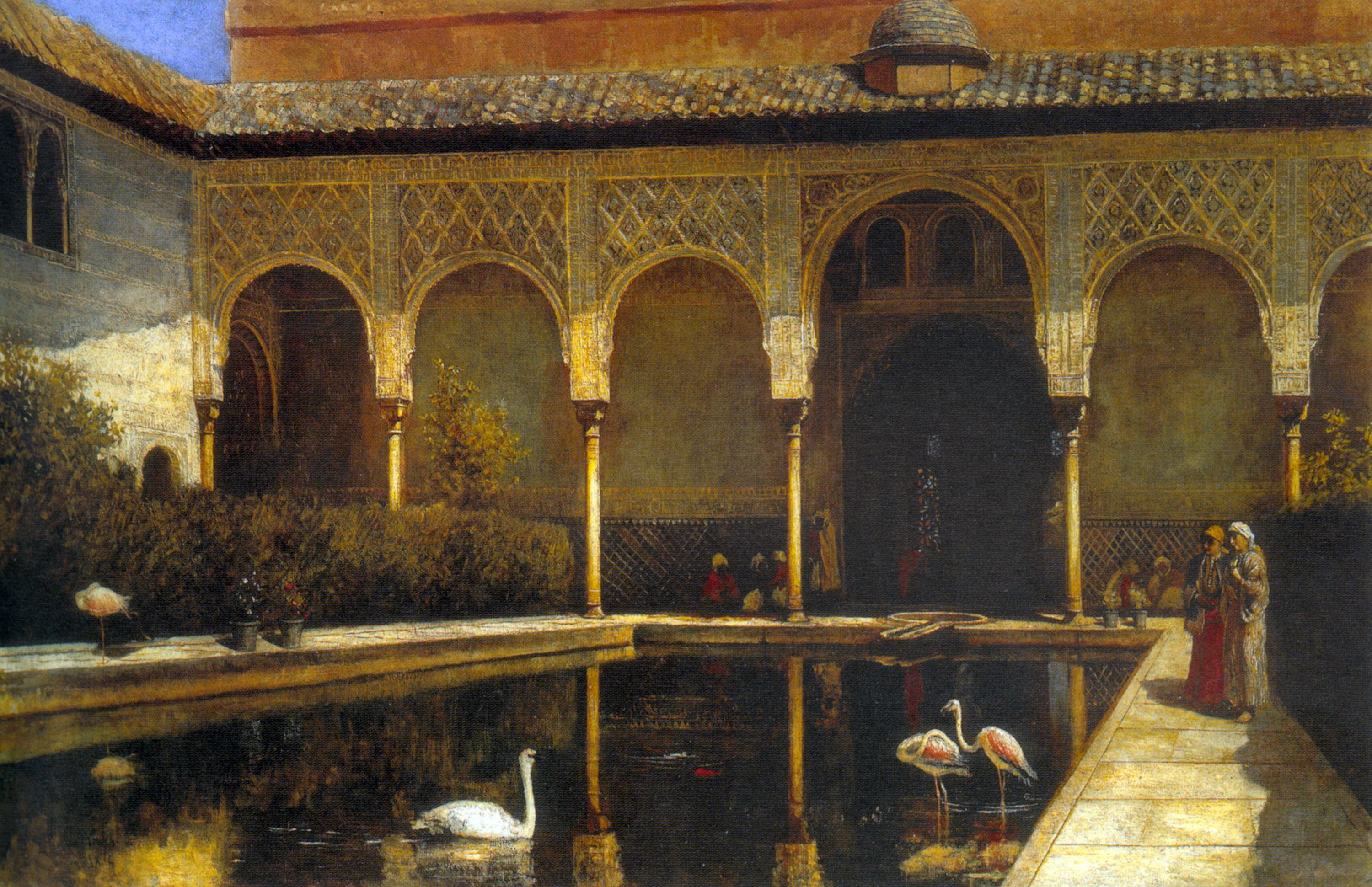
La cour de l'Alhambra au temps des maures